# Vitovnica
Vitovnica (izvirno srbsko Витовница) je naselje v Srbiji, ki upravno spada pod Občino Petrovac na Mlavi; slednja pa je del Braničevskega upravnega okraja.

## Demografija
V naselju živi 148 polnoletnih prebivalcev, pri čemer je njihova povprečna starost 54,6 let (52,0 pri moških in 57,1 pri ženskah). Naselje ima 71 gospodinjstev, pri čemer je povprečno število članov na gospodinjstvo 2,35.
Prebivalstvo je večinoma nehomogeno, a v času zadnjih treh popisov je opazno zmanjšanje števila prebivalcev.
|  |

| Demografija | Demografija     | Demografija     |
| Leto        | Št. prebivalcev | Št. prebivalcev |
| ----------- | --------------- | --------------- |
|             |                 |                 |
|             |                 |                 |
|             |                 |                 |
|             |                 |                 |
| 1948        | 535             |                 |
| 1953        | 522             |                 |
| 1961        | 467             |                 |
| 1971        | 425             |                 |
| 1981        | 352             |                 |
| 1991        | 319             | 244             |
| 2002        | 263             | 167             |
|             |                 |                 |

| Etnična sestava po popisu iz leta 2002 | Etnična sestava po popisu iz leta 2002 | Etnična sestava po popisu iz leta 2002 | Etnična sestava po popisu iz leta 2002 | Etnična sestava po popisu iz leta 2002 |
| -------------------------------------- | -------------------------------------- | -------------------------------------- | -------------------------------------- | -------------------------------------- |
| Vlahi                                  | Vlahi                                  |                                        | 76                                     | 45,50%                                 |
| Srbi                                   | Srbi                                   |                                        | 67                                     | 40,11%                                 |
| Romuni                                 | Romuni                                 |                                        | 1                                      | 0,59%                                  |
| Makedonci                              | Makedonci                              |                                        | 1                                      | 0,59%                                  |
| Neznano                                | Neznano                                |                                        | 2                                      | 1,19%                                  |